# 云山镇 (萝北县)
云山镇，是中华人民共和国黑龙江省鹤岗市萝北县下辖的一个镇。
2012年1月5日，黑龙江省民政厅批复同意撤销环山乡，设立云山镇。

## 行政区划
云山镇下辖以下地区：
愚公村、朝阳村、沿河村、尖山村、新跃村和东升村。